# Liste der Baudenkmale in Cambridge
Die Liste der Baudenkmale in Cambridge umfasst alle vom New Zealand Historic Places Trust (NZHPT) als „Historic Place“ oder „Historic Area“ eingestuften Baudenkmale und Flächendenkmale der neuseeländischen Ortschaft Cambridge. Die Angaben stammen aus dem Register des NZHPT. Die Bezeichnungen der Baudenkmale orientieren sich an diesem Register. In die Liste werden auch bekannte Wahi Tapu (Area), kulturell und religiös bedeutsame Stätten und Gebiete der Māori, aufgenommen. Sie werden jedoch meist nicht publiziert.

| Bild           | Bezeichnung                        | Ort       | Anschrift                                                     | Beschreibung                                           | Bauzeit   | Eintrag            | Nummer | Kat. |
| -------------- | ---------------------------------- | --------- | ------------------------------------------------------------- | ------------------------------------------------------ | --------- | ------------------ | ------ | ---- |
| weitere Bilder | St Andrew’s Church Complex         | Cambridge | 115 Victoria Street und Hamilton Road (State Highway 1) Karte | anglikanische Kirche, Denkmal für den Ersten Weltkrieg | 1873/1878 | 22. November 1984  | 0154   | 1    |
| BW             | Cambridge Primary School           | Cambridge | Duke Street und Wilson Street Karte                           | Schule                                                 | 1874      | 28. Juni 1990      | 4157   | 1    |
| BW             | Calverts Building                  | Cambridge | 62-64 Victoria Street Karte                                   | Laden                                                  | n.a.      | 19. März 1986      | 4158   | 1    |
| weitere Bilder | Victoria Street Bridge, Leamington | Cambridge | Victoria Street Karte                                         | Brücke                                                 | 1907      | 21. September 1989 | 4159   | 1    |
| weitere Bilder | Band Rotunda                       | Cambridge | Leamington Domain Karte                                       | Musikpavillon                                          | 1910      | 14. Februar 1991   | 4193   | 1    |
| BW             | Courthouse (Former)                | Cambridge | Victoria Street Karte                                         | Gerichtsgebäude                                        | n.a.      | 5. September 1985  | 0750   | 2    |
| weitere Bilder | Water Tower                        | Cambridge | Hamilton Road Karte                                           | Wasserturm                                             | 1902/1903 | 19. Februar 2010   | 0753   | 2    |
| BW             | Souter House                       | Cambridge | 19 Victoria Street und Bath Street Karte                      | Wohnhaus                                               | n.a.      | 5. September 1985  | 4179   | 2    |
| weitere Bilder | Masonic Hotel                      | Cambridge | 68-72 Duke Street East Karte                                  | Hotel                                                  | n.a.      | 5. September 1985  | 4181   | 2    |
| weitere Bilder | Cambridge Post Office (Former)     | Cambridge | 43 Victoria Street Karte                                      | Postamt                                                | n.a.      | 5. September 1985  | 4182   | 2    |
| weitere Bilder | National Hotel                     | Cambridge | 47-53 Alpha Street Karte                                      | Hotel                                                  | n.a.      | 5. September 1985  | 4184   | 2    |
| weitere Bilder | Clock Tower                        | Cambridge | Victoria Square Karte                                         | Uhrenturm                                              | n.a.      | 5. September 1985  | 4185   | 2    |
| weitere Bilder | World War One Memorial             | Cambridge | Victoria Square Karte                                         | Denkmal für den Ersten Weltkrieg                       | n.a.      | 5. September 1985  | 4186   | 2    |
| weitere Bilder | Town Hall                          | Cambridge | Kirkwood Street Karte                                         | Stadthalle                                             | 1909      | 5. September 1985  | 4187   | 2    |
| BW             | Oddfellows Lodge (Former)          | Cambridge | 16 Empire Street Karte                                        | Club                                                   | n.a.      | 5. September 1985  | 4188   | 2    |
| BW             | Salvation Army Hall                | Cambridge | Duke Street West Karte                                        | Gebäude der Heilsarmee                                 | n.a.      | 5. September 1985  | 4189   | 2    |
| weitere Bilder | Arnold House                       | Cambridge | Hamilton Road (S.H.1) Karte                                   | Wohnhaus                                               | n.a.      | 5. September 1985  | 4190   | 2    |
| BW             | Valmai House                       | Cambridge | 197 Victoria Street und 50 King Street Karte                  | Wohnhaus                                               | n.a.      | 5. September 1985  | 4191   | 2    |
| BW             | Valmai Gazebo / Conservatory       | Cambridge | 197 Victoria Street Karte                                     | Gartenpavillon                                         | n.a.      | 5. September 1985  | 4192   | 2    |
| weitere Bilder | Band Rotunda                       | Cambridge | Te Koutu Domain, Cambridge East Karte                         | Musikpavillon                                          | n.a.      | 5. September 1985  | 4300   | 2    |
| BW             | Trecarne House                     | Cambridge | Maunagatautari Road, Pukekura Karte                           | Wohnhaus                                               | n.a.      | 5. September 1985  | 4319   | 2    |
| BW             | Trecarne Stables                   | Cambridge | Maunagatautari Road, Pukekura Karte                           | Stallungen                                             | n.a.      | 5. September 1985  | 4320   | 2    |
| BW             | Legal Chambers (Former)            | Cambridge | 60 Duke Street Karte                                          | Anwaltskanzlei                                         | 1899      | 2. März 2011       | 4342   | 2    |
| BW             | Monavale Homestead                 | Cambridge | Te Awamutu Road, R D 3 Karte                                  | Wohnhaus                                               | 1910      | 6. September 1996  | 7328   | 2    |